# 교황 호노리오 4세
교황 호노리오 4세(라틴어: Honorius PP. IV, 이탈리아어: Papa Onorio IV)는 제190대 교황(재위: 1285년 4월 2일 - 1287년 4월 3일)이다. 본명은 자코모 사벨리(이탈리아어: Giacomo Savelli)이다. 주로 시칠리아의 문제 해결과 교황청과 아라곤 사이에 평화를 수립하는 데 진력하였다.

## 초기 경력
자코모 사벨리는 로마 태생으로 부유하고 영향력 있는 집안인 사벨리 가문 출신이다. 그의 부친 루카 사벨리는 로마 원로원 의원을 지냈으며, 1266년 사망했다. 그리고 그의 모친 조안나는 알도브란데스키 가문의 여식이었다. 자코모는 파리 대학교에서 수학했으며, 샬롱앙샹파뉴 대성당에서 참사회원을 지냈다. 그 다음에는 잉글랜드의 노리치 교구의 보스턴 본당의 사제로 등용되었으나 결코 방문하지 않았다.
1261년 그는 교황 우르바노 4세에 의해 산타 마리아 인 코스메딘 성당의 부제급 추기경에 서임됐다. 또한 그는 토스카나 현감과 교황군 지휘관에 임명됐다. 사벨리 추기경은 외교관으로서의 경력을 쌓아갔다. 1265년 7월 28일 교황 클레멘스 4세는 그를 세 명의 다른 추기경과 함께 시칠리아 왕 카를로 1세에게 파견했다. 클레멘스 4세 사후 교황좌가 오랫동안 공석 상태에 빠지자, 그를 비롯한 여섯 명의 추기경들은 1271년 9월 1일 타협하여 최종적으로 교황 그레고리오 10세를 선출했다. 당시 콘클라베는 비테르보에서 열렸는데, 왜냐하면 로마에서 콘클라베를 열기에는 정세가 너무 격동적이었기 때문이다.
1274년 그는 교황 그레고리오 10세와 함께 제2차 리옹 공의회에 참석해 도미니코회와 프란치스코회, 아우구스티노회, 가르멜회 등 네 개의 탁발수도회 설립을 용인하였다. 1276년 7월 그는 교황 하드리아노 5세의 지시를 받들어 두 명의 다른 추기경들과 함께 비테르보에서 독일 왕 루돌프 1세를 접대하고 그의 신성 로마 제국 황제 즉위와 카를로 1세와의 관계 등에 대해서 논의하였다. 그러나 다음주에 하드리아노 5세가 선종하면서 루돌프 1세와의 협상이 무산되었다.
1277년 11월 사벨리는 추기경단의 부제급 추기경 단장이 되었다. 그는 1277년 12월 26일 교황 니콜라오 3세와 1281년 3월 23일 교황 마르티노 4세에게 대관식 중 교황관을 씌워주었다.

## 교황 선출
1285년 3월 28일 마르티노 4세가 선종하자 사벨리 추기경은 4월 2일 1차 투표에서 만장일치로 교황으로 선출되었다. 그는 자신의 이름으로 호노리오 4세를 선택하였다. 그는 4월까지 페루자에 머물다가 로마 시민들과의 협상이 완료되자 로마로 가서 아벤티노 언덕 위에 있는 산타 사비나 성당 옆에 있는 사벨리 가문의 저택에 거처하였다. 그는 3월 19일 라티노 말라브란카 오르시니 추기경의 주재 아래 사제 서품을 받았으며, 3월 20일 삼위일체 대주일에는 성 베드로 대성전에서 주교 서품과 동시에 교황 대관식을 가졌다. 호노리오 4세는 교황 선출 당시 이미 고령이었기 때문에 통풍(또는 관절염)을 심하게 앓아 자유롭게 서거나 걸을 수가 없었다. 미사를 집전하는 동안 그는 어쩔 수 없이 특별히 설계한 의자에 앉아 있어야 했으며, 거양 성체 때는 다른 사람들의 도움을 받아야 했다.

## 시칠리아 갈등
시칠리아 사건은 새 교황의 주목을 곧바로 받았다. 전임 교황 마르티노 4세 때, 시칠리아인들은 카를로 1세의 통치를 거부하고 교황의 동의와 승인 없이 아라곤의 페드로 3세를 자신들의 왕으로 내세웠다.
시칠리아 만종 사건으로 알려진 1282년 3월 31일 학살은 어떠한 화해도 불가능하게 하였다. 마르티노 4세는 시칠리아에 성사 금지령을 내리고, 페드로 3세에게는 그의 아라곤 왕위를 박탈하고 프랑스 왕 필리프 3세의 어린 아들 발루아 백작 샤를을 아라곤의 새 왕으로 선포했다. 그리고 시칠리아를 무력으로 탈환하려는 카를로 1세의 시도를 도왔다. 시칠리아인들은 프랑스군과 교황군의 합동 공격을 물리쳤을 뿐만 아니라 카를로 1세의 후계자인 살레르노의 샤를을 생포했다. 1285년 1월 6일 카를로 1세가 사망했다. 마르티노 4세보다 온건하고 평화를 바라는 성향이었던 호노리오 4세는 앙주 왕가에 대한 지지를 철회하지도, 시칠리아에 부여한 성무 금지령을 철회하지도 않았다.
하지만 다른 한편으로는 시칠리아인들에 대한 앙주 왕가의 폭정에 대해서도 찬동하지 않았다. 이는 1285년 9월 17일 반포한 교황 헌장(Constitutio super ordinatione regni Siciliae)에서 확인할 수 있는데, 이 헌장에서 그는 정의와 평화에 입각해 세워지지 않은 정부는 결코 성공할 수 없다고 말했다. 그는 왕과 관료들로부터 시칠리아 시민들의 권리를 보장하기 위한 45개의 법령을 제정하였다.
1285년 11월 11일 페드로 3세가 사망하자 그의 두 아들인 알폰소 3세와 하이메 2세가 각각 아라곤과 시칠리아의 왕이 되어 왕국이 분열되면서 시칠리아의 상황이 변하였다. 호노리오 4세는 이 중 어느 누구도 인정하지 않았다. 1286년 4월 11일 그는 하이메 2세와 2월 2일 팔레르모에서 그의 대관식을 주재한 주교들을 모두 파문하였다. 하지만 하이메 2세와 주교들 모두 교황의 파문을 그리 대수롭지 않게 여겼다. 오히려 하이메 2세는 로마 해안가에 함대를 보내고 아스투라 시에 불을 질러 파괴하기까지 했다.
한편 시칠리아인들에게 여전히 포로로 사로잡혀 있던 앙주 가문의 살레르노의 샤를은 오랜 포로 생활에 결국 지쳐 1287년 2월 27일 시칠리아 왕국에 대한 권리를 포기하고 하이메 2세에게 양도한다는 문서에 서명했다. 하지만 호노리오 4세는 이 계약이 시칠리아에 대한 교황청의 개입을 포기하는 것이므로 무효로 선언하고 이와 유사한 어떠한 협정을 맺는 것을 금했다.
호노리오 4세는 시칠리아의 하이메 2세에 대해서는 강경하게 대처했지만, 아라곤의 알폰소 3세와의 관계는 좀 덜 적대적이었다. 잉글랜드 왕 에드워드 1세의 중재로 호노리오 4세와 알폰소 3세 간에 평화 협상이 개시되었다. 그러나 호노리오 4세는 협상이 끝날 때까지 오래 살지 못하고 결국 1302년 교황 보니파시오 8세 때에 와서야 아라곤과 시칠리아 문제가 평화적으로 해결되었다.

## 로마
로마와 교황령은 호노리오 4세 치세에 지난 수년 간 누리지 못했던 평화를 구가했다. 그는 지난 수년 동안 교황의 권위에 도전하여 교황군에 맞선 몬테펠트로 백작 귀도를 물리치는데 성공했다. 그리하여 이제 교황의 권위는 라벤나, 안코나, 스폴레토, 베르티노로, 펜타폴리스, 리미니, 페사로, 파노, 세니갈리아 등 교황의 영토 전역에서 인정되었다. 호노리오 4세는 세금 징수를 위해 이탈리아 북부 및 중부의 유력한 은행 가문들을 고용한 최초의 교황이었다.
로마 시민들은 같은 로마 시민이면서 로마 원로원 의원인 판둘프의 형제였던 호노리오 4세의 선출에 크게 기뻐했다. 그들은 마르티노 4세에 대해서는 교황이 로마에 들어와 사는 것을 허용하지 않고 지속적으로 방해했지만, 호노리오 4세에 대해서는 로마로 정중히 초대했다. 호노리오 4세는 교황 즉위 첫 몇 개월 동안은 바티칸에 살았으나 1285년 가을에 아벤티노 언덕에 세운 화려한 궁전으로 거처를 옮겼다.

## 신성 로마 제국
호엔슈타우펜 왕조가 몰락한 이후 신성 로마 제국이 더 이상 큰 위협이 되지 않자 전임 교황 마르티노 4세는 신성 로마 제국에 대해 교황 그레고리오 10세가 취한 온건한 정책을 따랐다. 독일의 루돌프 1세는 바젤의 하인리히 주교를 로마에 보내 신성 로마 제국 황제 대관식을 요청했다. 호노리오 4세는 루돌프 1세의 요청을 받아들여 마인츠 대주교를 임명하고, 대관식을 날짜를 정한 다음 투스쿨룸의 조반니 보카마차 추기경을 독일에 보냈다. 그러나 독일에서는 전반적으로 교황의 간섭 자체에 반대하였으며, 뷔르츠부르크 회의에서는 적극적으로 이에 항의하였고 루돌프 1세는 교황 특사가 위해를 당하지 않도록 보호하였다. 그래서 루돌프 1세와 호노리오 4세의 계획은 실패로 끝났다.

## 기타
호노리오 4세는 십자군 원정을 계획했으나, 실제 활동은 피렌체와 시에나, 피스토이아의 은행인 가문들의 협조를 받아 제2차 리옹 공의회에서 시행한 십일조 징수에만 국한되었다.
파리 대학교에는 교황에 의해 무슬림들의 개종과 동방 정교회와의 재일치를 위해 그들의 언어를 가르치려는 목적으로 동방 언어 학원이 설립되었다.
그는 재임기간 동안 오직 한 명의 추기경만 서임했는데, 바로 1285년 12월 22일 서임된 몬레알레 대주교이자 그의 사촌인 조반니 보카마차이다.
1285년 몽골의 지도자 아르군 칸이 호노리오 4세에게 사절과 함께 친서를 보냈다. 현재 그가 보낸 친서의 라틴어 번역본은 바티칸에 소장되어 있다. 친서에서 그는 무슬림들의 땅에 대해 함께 군사 공격을 하자고 제안했다.
“우리와 당신 사이에 있는 무슬림들의 땅인 시리아와 이집트를 우리가 에워싸고 압박합시다. 우리는 귀하에게 이집트에 군대를 파병할 것을 요청하는 사절들을 보내면, 우리는 당신께 훌륭한 전사들을 보내겠습니다. 귀하가 이에 응하고자 한다면 우리 사절들을 통해 알려주시기 바랍니다. 우리는 주님과 교황과 위대한 칸의 도움으로 사라센족을 쫓아낼 것입니다.”— 1285년 아르군 칸이 호노리오 4세에게 보낸 친서 내용 중에서, 바티칸 문서고

그러나 호노리오 4세에게는 칸이 제안한 계획을 달성하기 위해 필요한 군사적 지원을 할 만큼의 능력이 없었다.
호노리오 4세의 무덤은 로마의 산타 마리아 인 아라챌리 성당에 있다.